# Investitura
Investitura je darivanje službenog položaja.
Laička investitura bila je srednjovjekovna praksa prema kojoj su svjetovni vladari dodjeljivali crkvene službe.